# Os 7 do Texas
Os 7 do Texas é como ficou conhecido um grupo de 7 prisioneiros (que foram detidos por razões diversas) que fugiram da prisão de segurança máxima John B. Connally Unit, situada no condado de Karnes, no Texas, no dia 13 de dezembro de 2000. A quadrilha esteve foragida por mais de um ano. O FBI atribuiu a recaptura deles ao programa de TV "America's Most Wanted", que encoraja o público a ficar atento a criminosos foragidos.
Esta fuga entrou para a história e ficou conhecida em todo os EUA por ser uma das mais espetaculares já vistas. Uma recompensa de US$ 700 mil foi oferecida por informações que levassem à captura da quadrilha.

## Membros
Os 7 membros do grupo são:
| Nome (Nascimento - Morte)                                                                                      | Informações |
| --- | --- |
| George Ángel Rivas, Jr. (El Paso-Texas, 6 de maio de 1970 - Huntsville, Texas, 29 de fevereiro de 2012)        | - Líder del grupo. - No dia 29 de agosto de 2001 foi condenado à morte. Tanto a promotoria como a defesa citaram em seus argumentoso desejo de Rivas de morrer. Para o advogado Wayne Huff, uma sentença de prisão perpétua seria pior que a morte para o seu cliente, que passaria 23 horas por dia em isolamento. - Foi o segundo do grupo a ser executado. |
| Joseph Christopher García (San Antonio-Texas - 6 de novembro de 1971 - Huntsville - 5 de dezembro de 2018 )    | atualmente se encontra no corredor da morte esperando sua execução. |
| Randy Ethan Halprin (McKinney-Texas - 13 de setembro de 1977 - )                                               | atualmente se encontra no corredor da morte esperando sua execução |
| Larry James Harper (Danville-Illinois, 10 de setembro de 1963 - Woodland Park-Colorado, 22 de janeiro de 2001) | cometeu suicídio pouco antes de ser capturado pela polícia. |
| Patrick Henry Murphy, Jr. (Dallas-Texas, 3 de outubro de 1961 - )                                              | atualmente se encontra no corredor da morte esperando sua execução |
| Donald Keith Newbury (Albuquerque-New Mexico, 18 de maio de 1962 - Huntsville-Texas, 4 de fevereiro de 2015)   | Terceiro que foi executado. |
| Michael Anthony Rodríguez (San Antonio-Texas, 29 de outubro de 1962 - Huntsville-Texas, 14 de agosto de 2008)  | Primeiro que foi executado. |

### A Fuga
A espetacular fuga do grupo se deu da seguinte forma: com planos muito bem elaborados, os sete conseguiram render nove civis responsáveis pela manutenção da prisão, quatro oficiais de carceragem e três outros detentos. Eles roubaram roupas, identificações e cartões de crédito das vítimas, tudo para que fosse possível passar despercebidos pelas portarias da prisão.
Para despistar possíveis informações vazadas às centrais policiais, utilizaram telefones e se passaram por agentes para dizer que estava tudo certo no centro penal. Depois disso, se dividiram em dois grupos e roubaram muitas armas que estavam guardadas. Em seguida, roubaram também uma caminhonete e fugiram da prisão.

### Recaptura
No dia 22 de janeiro de janeiro de 2001, quatro dos 7 fugitivos foram recapturados. Segundo o FBI, Rivas, Michael Rodriguez, e Joseph Garcia, foram detidos pouco depois de terem saído de um acampamento em Woodland Park, Colorado. Randy Halprin, que havia se escondido em uma casa móvel, também foi detido sem oferecer resistência.
Larry Harper, suicidou-se com um tiro no peito quando se viu cercado pela polícia.
Patrick Murphy, e Donald Newbury, continuavam foragidos. No dia 23 de Janeiro de 2001, o FBI recebeu informações sobre o paradeiro dos dois. Eles estavam escondidos no hotel Holiday Inn, em Colorado Springs-Colorado. Após serem cercados pela polícia, um acordo foi intermediado com os dois, permitindo-lhes fazer aparições na TV ao vivo antes que eles fossem presos. Nas primeiras horas do dia seguinte, Eric Cantor, um apresentador de um programa do canal KKTV, foi levado para o hotel onde ele pode entrevistar os dois por telefone, enquanto fazia filmagens. Newbury e Murphy denunciaram duramente o sistema judicial criminal no Texas, com Newbury acrescentando que "o sistema é tão corrupto como nós somos."

### Aparições Na Mídia
O grupo já foi tema de vários documentários na televisão.
- A famosa serie American's most wanted, que retrata as fugas de prisão mais incríveis dos EUA, dedicou um especial ao grupo. O FBI, inclusive, atribui a recaptura deles ao programa[1]

- Em 2007, a produtora Wild Dream Films produziu "The Hunt For The Texas 7", um documentário de 90-minute sobre a fuga. O filme foi exibido pela primeira vez em Setembro de 2008 na MSNBC.

- Em 25 de Março de 2011, o canal "Investigation Discovery" dedicou um episódio ao grupo.

- Em 23 de Março de 2012, o prograna On Death Row, do canal "Investigation Discovery" dedicou um episódio ao bando.

- Em 30 de Julho de 2014, o programa  I (Almost) Got Away with It (Investigation Discovery) exibiu um episódio sobre o bando.